# Таллинская епархия
Та́ллинская епа́рхия (эст. Tallinna piiskopkond, до 1945 года — Ревельская епархия) — епархия Эстонской православной христианской церкви (ранее она именовалась как Эстонская православная церковь Московского патриархата).
Кафедральный город — Таллин, кафедральный храм — собор во имя святого благоверного великого князя Александра Невского.

## История
13 июля 1817 года учреждено Ревельское викариатство Санкт-Петербургской епархии. Викарные архиереи проживали в Санкт-Петербурге и посещали земли викариатства крайне редко.
14 сентября 1836 года состоялось учреждение Рижского викариатства Псковской епархии. 25 февраля 1850 года император Николай I утвердил доклад Святейшего синода о преобразовании Рижского викариатства в самостоятельную епархию, которой присвоили 2-й класс. В юрисдикцию новообразованной епархии вошли Курлянская и Лифляндская, а с 1865 года и Эстляндская губернии (6 мая 1865 года Ревельское викариатство Санкт-Петербургской епархии было переподчинено Рижской епархии).
Вопрос о преобразовании Ревельского викариатства в самостоятельную епархию и назначении на неё епископа-эстонца поднимался эстляндским губернатором князем Сергеем Шаховским, но тогда не получил поддержки в Синоде.
10 мая 1920 года на совместном заседании патриарх Тихон, Священный синод и Высший церковный совет Российской православной церкви, обсудив каноническое положение части Псковской епархии и Ревельского викариатства, находившихся в пределах новообразованного Эстонского государства, приняли постановление признать Эстонскую православную церковь автономной, Ревельская епархия стала самостоятельной.
С 7 июля 1923 года по февраль 1941 года — находилась в юрисдикции Константинопольского патриархата.
После присоединения Эстонии к СССР в августе 1940 года православный епископат и клир Эстонской церкви был принят в юрисдикцию Московского патриархата (24 февраля 1941 года).
Вслед за оккупацией Эстонии германской армией митрополит Таллиннский Александр (Паулус) объявил о восстановлении Эстонской апостольской православной церкви, но его поддержала лишь часть приходов. В 1944 году митрополит и более 20 православных священников Эстонии эмигрировали.
5 марта 1945 года в Таллин прибыл архиепископ Псковский Григорий (Чуков), и на совещании с членами Синода Эстонской православной церкви была достигнута договорённость о возвращении схизматических приходов в юрисдикцию Московского патриархата и об упразднении Синода ЭПЦ. Правящим архиереем Таллинским и Эстонским назначили архиепископа Павла (Дмитровского). По предложению архиепископа Григория в совет, заменивший прежний Синод, включили равное число священников русского и эстонского происхождения. Принято было также решение изъять из богослужебной практики эстонских приходов протестантские новшества: пение гимнов и игру на органе. Акт воссоединения находившихся в расколе эстонских приходов с Московским патриархатом состоялся в Никольском соборе Таллина 6 марта 1945 года. Председатель упразднённого Синода Эстонской церкви протоиерей Христофор Винк от лица всех присоединяемых прочитал и вручил архиепископу Григорию акт, епархия вновь вошла в состав Московского патриархата (в 1947 году переименована в Таллинскую и Эстонскую).
Таллинская и Эстонская епархия (по данным на 1 января 1965 года) включала 90 приходов, в том числе 57 эстонских, 20 русских и 13 смешанных. Эти приходы окормлялись 50 священниками, на всю епархию было 6 диаконов.
Решением Священного синода РПЦ от 30 мая 2011 года в составе Эстонской православной церкви образована Нарвская епархия в административных границах города Нарва, волостей Вайвара, Иллука, Алайыэ, Ийзаку, Тудулинна, Лохусуу (уезд Ида-Вирумаа), волостей Торма, Касепяя, Пала (уезд Йыгевамаа), волости Алатскиви (уезд Тартумаа). Иные административные территории Эстонской Республики отнесены к Таллинской епархии, управляемой митрополитом Таллинским и всея Эстонии.
27 декабря 2016 года решением Священного синода Русской православной церкви учреждено Маардуское викариатство Таллинской епархии, викарным епископом стал иеромонах Сергий (Телих).

## Епископы
Ревельское викариатство Санкт-Петербургской епархии
- Филарет (Дроздов) (5 августа 1817 — 15 марта 1819)
- Владимир (Ужинский) (11 мая 1819 — 12 апреля 1822)
- Григорий (Постников) (7 мая 1822 — 4 января 1826)
- Никанор (Клементьевский) (28 марта 1826 — 9 сентября 1831)
- Смарагд (Крыжановский) (20 сентября 1831 — 14 мая 1833)
- Венедикт (Григорович) (11 июня 1833 — 14 ноября 1842)
- Иустин (Михайлов) (14 ноября 1842 — 11 августа 1845)
- Нафанаил (Савченко) (26 августа 1845 — 25 февраля 1850)
- Христофор (Эммаусский) (25 марта 1850 — 31 июля 1856)
- Платон (Фивейский) (31 июля 1856 — 15 февраля 1857)
- Агафангел (Соловьёв) (31 марта 1857 — 6 февраля 1860)
- Леонтий (Лебединский) (13 марта 1860 — 20 декабря 1863)
- Герасим (Добросердов) (13 января 1864 — 24 июня 1865)

Ревельское викариатство Рижской епархии
- Вениамин (Карелин) (29 мая 1866 — 2 марта 1870)
- Николай (Касаткин) (30 марта 1880 — 24 марта 1906)
- Платон (Кульбуш) (31/18 декабря 1917 — 27 января 1919)

Ревельская епархия
- Александр (Паулус) (5 декабря 1920 — 20 октября 1942)
- Сергий (Воскресенский) (март 1941 — 28 апреля 1944) экзарх Латвии и Эстонии

Таллинская епархия
- Павел (Дмитровский) (16 апреля 1945 — 1 февраля 1946)
- Исидор (Богоявленский) (22 июня 1947 — 18 декабря 1949)
- Роман (Танг) (16 апреля 1950 — 20 декабря 1955)
- Иоанн (Алексеев) (25 декабря 1955 — 14 августа 1961)
- Алексий (Ридигер) (3 сентября 1961 — 11 августа 1992)
- Корнилий (Якобс) (11 августа 1992 — 19 апреля 2018)
- Лазарь (Гуркин) (19 апреля — 3 июня 2018) в/у, еп. Нарвский
- Евгений (Решетников) (с 3 июня 2018)

## Викарии
- Виктор (Пьянков), епископ Тапаский (25 марта — 20 июля 1990)
- Корнилий (Якобс), епископ Таллинский (не епархиальный) (15 сентября 1990 — 11 августа 1992)
- Сергий (Телих), епископ Маардуский (c 5 февраля 2017 года)
- Даниил (Леписк), епископ Тартуский (с 4 февраля 2024 года)

## Благочиннические округа
По состоянию на декабрь 2022 года:
- Таллинский (Западный)
- Вируский (Восточный)